# アルビオン (戦列艦・2代)
アルビオン（HMS Albion）はジョン・ヘンスロー設計のフェイム級74門3等戦列艦。1802年6月17日にブラックウォールで進水した。

## 参加海戦
- ナヴァリノの海戦
- アルジェ砲撃